# Pierre François Souyri
Ne doit pas être confondu avec Pierre Souyri.
Pierre François (ou Pierre-François) Souyri est un historien français spécialiste de l'histoire du Japon,.

## Biographie
Né en 1952, il est le fils de Pierre Souyri. De 1985 à 1999, Pierre François Souyri enseigne l'histoire du Japon à l'Institut national des langues et civilisations orientales (INALCO). De 1993 à 1996, il est directeur des études de l'École française d'Extrême-Orient. De 1999 à 2003, il dirige la Maison franco-japonaise de Tokyo. Il fait partie des fondateurs de la revue Cipango, cahiers d'études japonaises et fut secrétaire de rédaction de la revue Annales (économies, sociétés, civilisations) de 1991 à 1993, puis en fut l'un des codirecteurs. Il fut directeur de la Maison de l'histoire de l'université de Genève de 2015 à 2017. Il est le créateur en 2015 des Rencontres de Genève « Histoire et Cité »  devenues « Festival Histoire et Cité » depuis 2017. Il est membre du Comité scientifique de l'Histoire depuis 2017.

## Publications

### Ouvrages
- Les guerriers dans la rizière. La grande épopée des samouraïs, Paris, Flammarion, coll. « Au fil de l'histoire », 2017, 380 p. (ISBN 978-2-08-139250-2). Edition de poche : Histoire des samouraïs, collection Champs histoire, Flammarion, 2024  (ISBN 2080444050)
- Moderne sans être occidental. Aux origines du Japon d'aujourd'hui, Paris, Gallimard, coll. « Bibliothèque des histoires », 2016, 496 p. (ISBN 978-2-07-012569-2).
- Samouraï. 1000 ans d’histoire du Japon, Rennes, Presses universitaires de Rennes, 2014 2e éd. 2017, 264 p. (ISBN 978-2-7535-3423-0)
- Histoire du Japon médiéval. Le monde à l’envers, Paris, Perrin, coll. « Tempus », 2013, 538 p. (ISBN 978-2-262-04189-2).
- Nouvelle histoire du Japon, Paris, Éditions Perrin, 2010, 622 p. (ISBN 978-2-262-02246-4). Edition augmentée : Perrin, 2023, 636 p.  (ISBN 978-2-262-104979)
- Histoire des ninjas, Hommes de main et espions dans le Japon des samouraïs, Tallandier, 2024, 282 p.  (ISBN 979-1-021-057197)

### Ouvrages collectifs
- Pierre-François Souyri et Laurent Nespoulous, Le Japon ancien : Des chasseurs-cueilleurs à Heian (- 36 000 à l'an mille), Belin, coll. « Mondes anciens », 27 septembre 2023 (ISBN 978-2410015690).
- Pierre-François Souyri et Philippe Pons, L’esprit de plaisir. Une histoire de la sexualité et de l’érotisme au Japon. XVIIe – XXe siècle, Paris, Payot, 2020, 448 p.
- Saeki Shin'Ichi et Pierre-François Souyri, Samouraïs. Du dit des heiké à l'invention du bushidō, Paris, Arkhê, coll. « Homo Historicus », 2017, 101 p. (ISBN 978-2-918682-29-5).
- Pierre-François Souyri et Constance Sereni, Kamikazes, Paris, Flammarion, coll. « Au fil de l'histoire », 2015, 256 p.
- Pierre-François Souyri (dir.) (trad. du japonais), Japon colonial 1880-1930. Les voix de la dissension, Paris, Les Belles-Lettres, 2014, 176 p. (ISBN 978-2-251-72221-4).
- « Archeothema », Histoire et archéologie, no 30,‎ septembre-octobre 2013.
- Pierre-François Souyri et Rosa Caroli, History at Stake in East Asia, Venise, Cafoscarina, 2012, p. 204.
- Pierre-François Souyri (dir.), Mémoire et fiction. Décrire le passé dans le Japon du XXe siècle, Arles, Ph. Picquier, 2010, 248 p. (ISBN 978-2-8097-0188-3).
- Jean-Paul Demoule et Pierre François Souyri (dir.), Archéologie et patrimoine au Japon, Paris, Maison des Sciences de l'Homme, 2008, 142 p. (ISBN 978-2-7351-1160-2, lire en ligne).
- Pierre François Souyri et Philippe Pons, Le Japon des Japonais, Paris, Liana Levi, 2002 2e éd. 2007, 159 p. (ISBN 978-2-86746-287-0).

## Distinctions
- Pierre François Souyri a reçu en 2014 le prix littéraire de l'Asie pour son ouvrage : Samouraï, 1 000 ans d'histoire du Japon[7]. Il est également lauréat 2017 du prix du Sénat du livre d'histoire et du prix Guizot[8] pour son livre Moderne sans être occidental. Aux origines du Japon d'aujourd'hui.
- Prix Monsieur et Madame Louis-Marin 2017 de l’Académie des sciences d’outre-mer et prix Jean-Sainteny 2017 de l’Académie des sciences morales et politiques pour Moderne sans être occidental : aux origines du Japon d’aujourd’hui.
- Grand Prix 2024 du livre d'archéologie des Rencontres Archéologiques de la Narbonnaise pour Le Japon des chasseurs cueilleurs à l'an mille (avec Laurent Nespoulous) https://ran-archeo.com/communique-de-presse-ran-2024/